# Moonshine (Nouvelle-Zélande)
Pour les articles homonymes, voir Moonshine.
Moonshine est une banlieue de la cité de Upper Hutt située dans la partie inférieure de l’Île du Nord de la Nouvelle-Zélande.
Elle comprend une zone rurale au nord-ouest de la ville de Upper Hutt et au sud de la localité de Paekakariki.